# Bactrocera hispidula
Bactrocera hispidula
 es una especie de díptero que May describió por primera vez en 1958. Bactrocera hispidula pertenece al género Bactrocera de la familia Tephritidae. 